# No me dejan salir
«No me dejan salir» es una canción del músico argentino Charly García publicada en 1982. Aparece como primer tema del lado B de su álbum Clics Modernos. También fue lanzada como sencillo 
en 1984 en Ecuador por WEA Music y Famoso.
En la canción, García explora el sentimiento de estar atrapado y no poder liberarse. La letra describe una sensación de estar estancado, tanto emocional como físicamente.  También enfatiza la importancia de confiar en uno mismo y en sus propios sentimientos para liberarse de esta sensación de confinamiento. Anima a los oyentes a tener fe en su propio amor y emociones, incluso cuando parece que el mundo que les rodea no les permite expresarse plenamente.
Un elemento destacable de esta es su producción, la cual se basa mayormente en sampleos de la voz de James Brown en sus canciones "Hot Pants" (1971), "Please, Please, Please" (1956), "Super Bad" (1970), "Get on the Good Foot" (1972), "Give It Up or Turnit a Loose" (1969) y "I Got You (I Feel Good)" (1965). "No me dejan salir" es considerada una de las primeras canciones en usar samples de la música de Brown (lo cual se volvería enormemente popular dentro de la música Hip hop) y en general la primera con sampleos en Argentina así como también una de las precursoras en su uso en la música latinoamericana.